# Эхо (программа)
Эхо (англ. Echo) — первая программа NASA по созданию спутников связи. По сути спутники являлись пассивными рефлекторами радиосигнала.

## Список запусков
| Имя   | NSSDC ID  | Дата (UTC)               | Стартовый комплекс     | Ракета-носитель                | Диаметр | Масса  |
| ----- | --------- | ------------------------ | ---------------------- | ------------------------------ | ------- | ------ |
|       | —         | 13 мая 1960 09:16:05     | мыс Канаверал LC17A    | Thor Delta 144/D1              | 30,5 м  | 56 кг  |
| Эхо-1 | 1960-009A | 12 августа 1960 09:39:43 | мыс Канаверал LC17A    | Thor Delta 270/D2              | 30,5 м  | 76 кг  |
| Эхо-2 | 1964-004A | 25 января 1964 13:59:04  | база Ванденберг 75-1-1 | Thor SLV-2 / Agena B 397 (TA2) | 41,1 м  | 256 кг |

## Назначение спутников и их конструкция

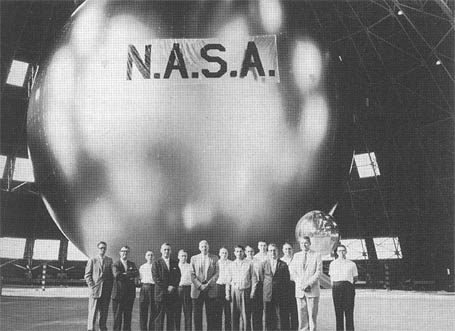
Эхо-1 в ангаре

ИСЗ серии Эхо были разработаны для исследований в области использования спутниковых космических ретрансляторов. Находясь на орбите, спутник должен был обеспечить ретрансляцию радиосигнала между двумя станциями на Земле, отражая радиоволны в качестве пассивного рефлектора. Так как приёмопередающее оборудование (кроме простого радиомаяка) на спутнике отсутствовало, он представлял собой спутник-баллон: сферу из тонкой полиэфирной плёнки (толщина 0,0127 мм) с алюминиевым напылением для отражения радиосигнала. В ходе запуска спутник в сложенном состоянии размещался под обтекателем ракеты-носителя: внутрь полимерной сферы было помещено некоторое количество порошкообразного химического реагента, который, газифицируясь в вакууме, надувал спутник-баллон после выведения на орбиту.

## Ход и результаты программы
Первая попытка вывода спутника на орбиту Земли 13 мая 1960 года окончилась неудачей из-за аварии 2-й ступени ракеты-носителя.
Вторая попытка была удачной, Эхо-1 был выведен на орбиту Земли 12 августа 1960 года. В ходе работ со спутником проводились исследования по межконтинентальной радио- и телесвязи (диапазоны 960 и 2390 МГц).
Важной задачей программы стали исследования плотности экзосферы Земли: из-за своего значительного размера и большой парусности (при малой массе) Эхо-1 быстро тормозился в верхней атмосфере Земли. Деградация орбиты спутника позволила определить многие параметры среды на его высоте, включая периодические изменения в плотности верхней атмосферы Земли из-за влияния солнечного ветра (солнечной активности). Давление солнечного света (эффект «солнечного паруса») на спутник также оказалось весьма заметным.
Немалое значение имели и оптические наблюдения спутника. Благодаря зеркальному покрытию и большому размеру Эхо-1 был ярчайшим искусственным спутником на ночном небе: его звёздная величина достигала −1m. По визуальным и фотографическим наблюдениям Эхо-1 были получены результаты в области спутниковой геодезии.
ИСЗ Эхо-2 запущен на орбиту 25 января 1964 года. Эхо-2 использовался в совместной программе исследований по спутниковой связи СССР и США, широко проводились его визуальные и фотографические наблюдения (спутниковая геодезия и триангуляция, а по наблюдениям эволюции орбиты — изучение вариаций плотности верхней атмосферы Земли).